# Анцупов, Артемий Тимофеевич
Артемий Тимофеевич Анцупов (16 июня 1912, Бийский уезд, Томская губерния — 15 мая 1991, Алма-Ата) — командир отделения 131-го гвардейского стрелкового полка 45-й гвардейской стрелковой дивизии, гвардии старший сержант — на момент представления к награждению орденом Славы 1-й степени.

## Биография
Родился 16 июня 1912 года в селе Савиново Бийского уезда Томской губернии (с 1917 — Алтайской губернии). В 1929 году вступил в колхоз. Вначале работал конюхом, затем трактористом в Соколовской МТС.
В июле 1941 года был призван в Красную Армию. Службу проходил на Дальнем Востоке. На фронте с мая 1942 года. В составе 100-й стрелковой дивизии воевал на Западном фронте. Был тяжело ранен и вернулся на фронт только через полгода.
Был направлен на Ленинградский фронт в 131-й стрелковый полк 45-й гвардейской стрелковой дивизии. В январе 1944 года гвардии старший сержант Анцупов участвовал в прорыве обороны противника на Пулковских высотах. В марте дивизия вела бои на псковской земле.
22 марта 1944 года в боях северо-восточнее города Нарва гвардии сержант Анцупов первым ворвался в траншею противника, уничтожил свыше 10 солдат, чем содействовал выполнению боевой задачи ротой. 24 марта был ранен, на это раз легко, и вскоре вернулся в свой полк.
Приказом от 29 марта 1944 года гвардии сержант Анцупов награждён орденом Славы 3-й степени.
28 июня 1944 года, в бою в районе населенного пункта Тайлово гвардии старший сержант Анцупов поднял своё отделение в атаку. Первым проник в расположение противника, лично уничтожил 5 вражеских солдат, в том числе снайпера-«кукушку». Когда развить успех не удалось, организовал оборону. Он умело командовал бойцами при отражении 7 контратак пехоты.
Приказом от 16 июля 1944 года гвардии старший сержант Анцупов награждён орденом Славы 2-й степени.
В начале 1945 года дивизия вела бои в Курляндии.
21 февраля 1945 года в бою у населенного пункта Дэгшни заменил командира взвода. Стремительным броском воины взвода выбили противника с занимаемых позиций, уничтожив при этом 3 станковых пулемёта и противотанковую пушку.
Продолжал командовать взводом. Через день воины взвода под командованием гвардии старшего сержанта Анцупова захватили дорогу, что вела к населенному пункту Кейри. 24 февраля взвод под его командованием проник в тыл противника и внезапно открыл ураганный огонь. Вражеский гарнизон был уничтожен. В этом бою Анцупов лично истребил семерых противников, и двух взял в плен.
25 февраля, когда в бою был убит командир роты, Анцупов заменил и его. 26 февраля рота под его командованием с ходу, на плечах отступающего противника, форсировала реку Вартая. Бойцы, ворвавшись во вражескую траншею, нанесли большой урон врагу.
Указом Президиума Верховного Совета СССР от 29 июня 1945 года за образцовое выполнение заданий командования в боях с немецко-фашистскими захватчиками гвардии старший сержант Анцупов Артемий Тимофеевич награждён орденом Славы 1-й степени. Стал полным кавалером ордена Славы.
В 1945 году был демобилизован. Член ВКП(б)/КПСС с 1945 года.
Вернулся в родное село, трудился трактористом. Позднее переехал в Казахстан. Жил в городе Алма-Ате. Работал в домостроительном комбинате. Скончался 15 мая 1991 года.

## Награды
Награждён орденами Отечественной войны 1-й степени, Славы 3-х степеней, медалями.

## Память
Его имя увековечено на Мемориале Славы в городе Барнауле.